# Philippus Rovenius

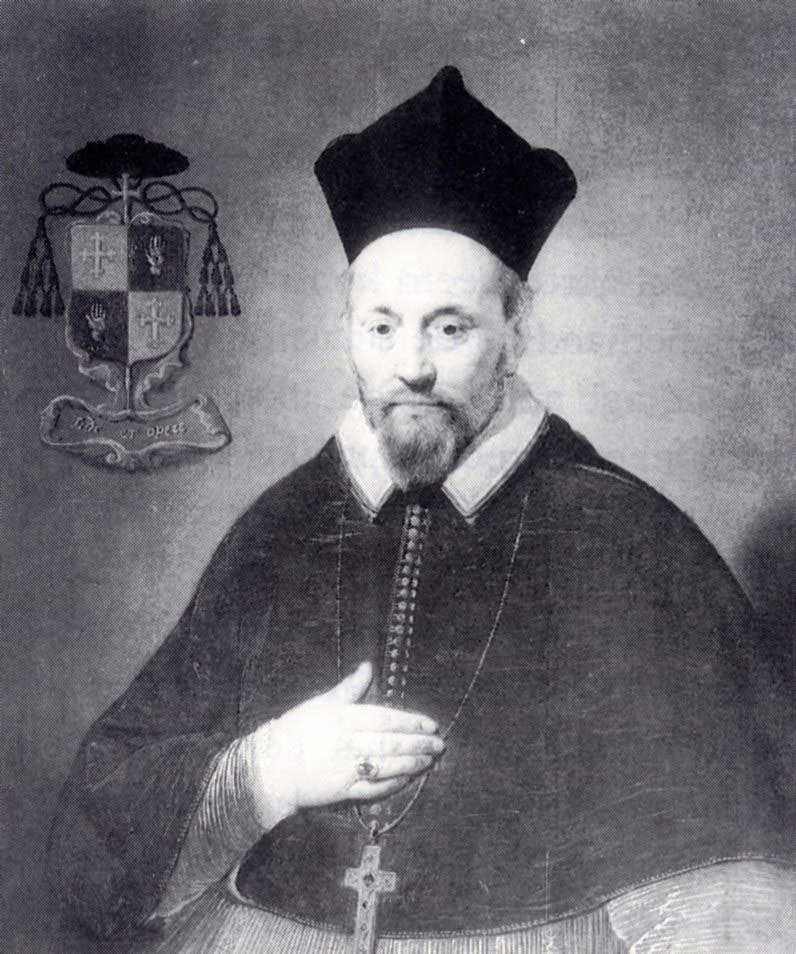
Philippus Rovenius door Pieter de Grebber

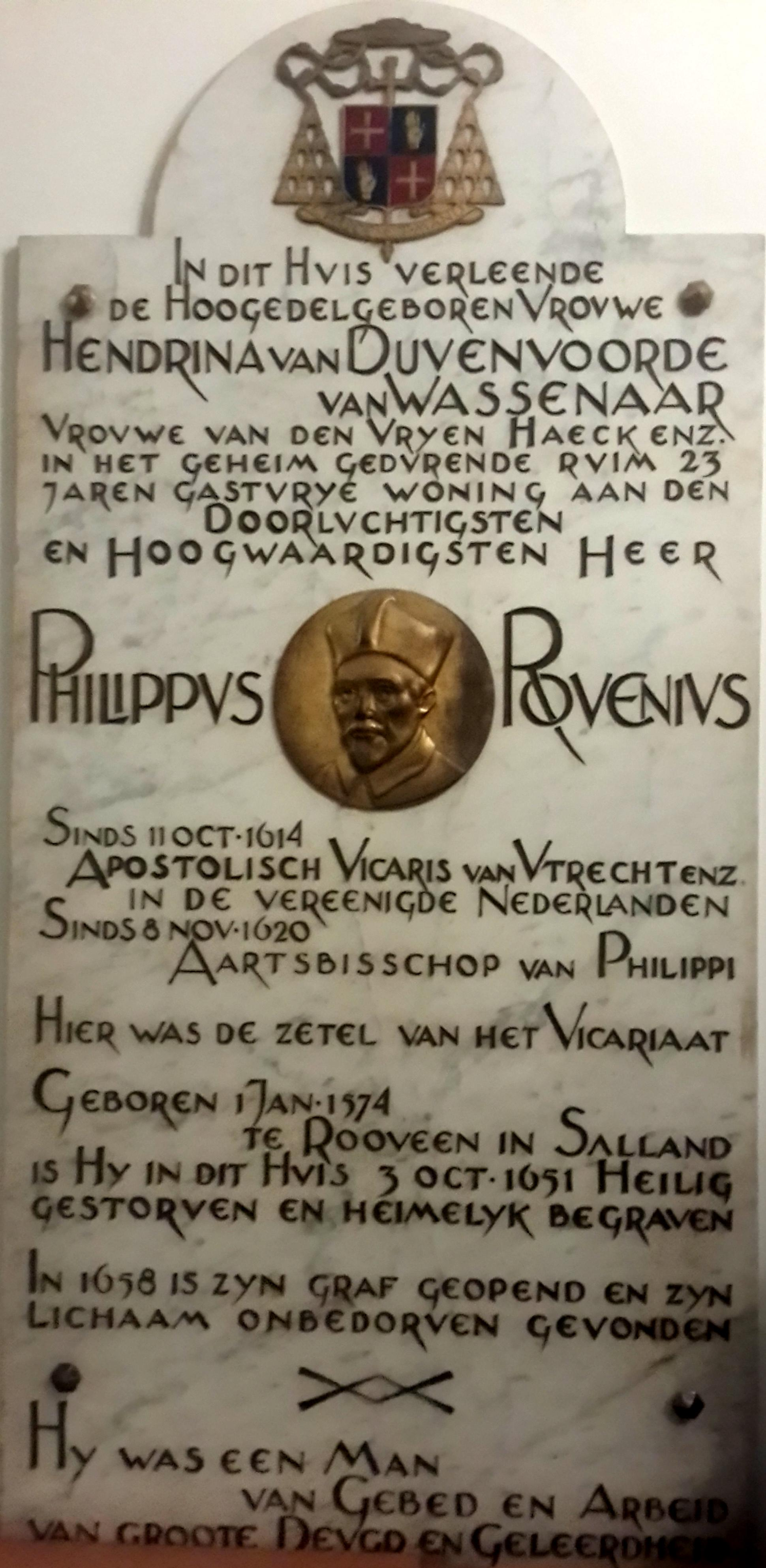
Gedenksteen van Philippus Rovenius in Utrecht

Philippus Rovenius, eigenlijk Filips van Rouveen (Deventer, gedoopt 1 januari 1573 - Utrecht, 10 oktober 1651) was apostolisch vicaris van de Hollandse Zending van 1614 tot 1651 (in de rooms-katholieke traditie) en aartsbisschop van Utrecht van 1620 tot 1651 (in de oudkatholieke traditie).
Rovenius was een zoon van Gerhardus Rovenius, conrector aan de Latijnse school te Deventer en later rector te Emmerik (D). Zijn moeder heette Woltera Wijnhoff en kwam uit Ootmarsum bij Oldenzaal. Na zijn opleiding aan de Latijnse school te Deventer studeerde Rovenius in Leuven. 
In 1599 werd hij tot priester gewijd en in 1602 benoemd tot president van het Nederlandse priestercollege in Keulen. In 1605 werd Rovenius vicaris-generaal van het bisdom Deventer. In 1614 volgde hij Sasbout Vosmeer op als apostolisch vicaris. 
Op verzoek van de clerus van het opgeheven bisdom Haarlem organiseerde hij de opleiding van de Haarlemse clerus in Leuven. Hij stichtte er het Hollands College en onderhield goede relaties met de aartshertogen Albrecht en Isabella van de Spaanse Nederlanden. Rovenius ontving op 8 november 1620 in Brussel de wijding tot titulair aartsbisschop van Philippi. Hij woonde achtereenvolgens in Oldenzaal, Rouveen, Groenlo en Utrecht. Tijdens zijn verblijf in Groenlo in 1627, maakte Rovenius het Beleg van Grol mee. Nadat hij in 1640 verbannen werd hield hij zich vooral in Amsterdam op.
Binnen de oudkatholieke Kerk wordt Rovenius beschouwd als behorend tot de (aarts)bisschoppelijke lijn.
Rovenius slaagde erin de katholieke kerk in Nederland te reorganiseren en probeerde de besluiten van het Concilie van Trente in te voeren. Hoewel hij in Leuven vriendschappelijke banden met Cornelius Jansenius had onderhouden, bleef hij zelf in alles trouw aan Rome. Van zijn geschriften bleef het gebedenboek Het gulden wierookvat (1620) tot in de twintigste eeuw populair. Zijn Rituale Romanum contractum bleef tot 1853 in gebruik, evenals Officia sanctorum, een brevier dat de officies bevat van de heiligen die in het aartsbisdom Utrecht en de overige bisdommen van de Nederlanden vereerd werden.
Pieter de Grebber schilderde in 1631 een portret van Philippus Rovenius (Museum Catharijneconvent, Utrecht).
In de hal van het gebouw van de Kathedrale Koorschool aan de Plompetorengracht 5 in Utrecht bevindt zich een gedenksteen.
- Bibliothèque nationale de France: cb14541142v (data)
- Biografisch Portaal: 96329271
- Gemeinsame Normdatei: 128796766
- International Standard Name Identifier: 0000 0000 6140 5563
- Library of Congress Control Number: no2019025526
- Nederlandse Thesaurus van Auteursnamen: 071099514
- Système universitaire de documentation: 155275887
- Virtual International Authority File: 17461781
- WorldCat: E39PBJjXgJXdhQYrtCjkT7RR8C